# ورستوک
ورستوک (به لاتین: Werstok) یک روستا در لهستان است که در گمینا دوبیچه تسرکیونه واقع شده‌است.